# Pierre Auguste Joseph Drapiez
Pierre Auguste Joseph Drapiez (Lilla, 28 agosto 1778 – Bruxelles, 28 dicembre 1856) è stato un naturalista belga.

## Biografia
Scrisse, assieme al botanico francese Jean Baptiste Bory de Saint-Vincent (1778–1846) e al chimico belga Jean-Baptiste Van Mons (1765–1842), gli Annales générales de Sciences physiques consacrées aux Sciences naturelles, pubblicati in sei volumi tra il 1819 e il 1822. Il suo Dictionnaire portatif de chimie, de minéralogie et de géologie, en rapport avec l'état présent de ces sciences, composé par une société de chimistes, de minéralogistes et de géologues venne pubblicato nel 1824 e Résumé d'ornithologie ou d'histoire naturelle des oiseaux nel 1829.
Nel 1833, con Pierre Corneille van Geel (1796–1838), pubblicò l'Encyclographie du règne végétal. Tra le altre opere ricordiamo Guide pratique de minéralogie usuelle e Dictionnaire classique des sciences naturelles.
Alla morte, lasciò in eredità alla città di Mons la sua biblioteca personale, costituita da 4000 volumi.
Il 27 giugno 1808 divenne socio dell'Accademia delle scienze di Torino.